# Алішар (Іран)
Алішар (перс. علي شار) — село в Ірані, у дегестані Алішар, у бахші Харкан, шахрестані Зарандіє остану Марказі. За даними перепису 2006 року, його населення становило 1487 осіб, що проживали у складі 401 сім'ї.

## Клімат
Середня річна температура становить 15,70 °C, середня максимальна – 34,89 °C, а середня мінімальна – -7,05 °C. Середня річна кількість опадів – 258 мм.
| Клімат поселення                              | Клімат поселення | Клімат поселення | Клімат поселення | Клімат поселення | Клімат поселення | Клімат поселення | Клімат поселення | Клімат поселення | Клімат поселення | Клімат поселення | Клімат поселення | Клімат поселення | Клімат поселення |
| Показник                                      | Січ.             | Лют.             | Бер.             | Квіт.            | Трав.            | Черв.            | Лип.             | Серп.            | Вер.             | Жовт.            | Лист.            | Груд.            |                  |
| Середній максимум, °C                         | 10,75            | 13,65            | 18,01            | 24,34            | 29,30            | 34,04            | 34,89            | 33,75            | 29,78            | 23,76            | 17,21            | 10,86            |                  |
| Середня температура, °C                       | 1,86             | 4,76             | 9,11             | 15,44            | 20,39            | 25,14            | 28,46            | 27,32            | 23,36            | 17,34            | 10,80            | 4,44             |                  |
| Середній мінімум, °C                          | −7,05            | −4,15            | 0,21             | 6,54             | 11,49            | 16,24            | 22,06            | 20,90            | 16,94            | 10,92            | 4,38             | −1,96            |                  |
| Норма опадів, мм                              | 37               | 36               | 45               | 31               | 23               | 4                | 2                | 1                | 1                | 16               | 25               | 37               |                  |
| Середньомісячна швидкість вітру, м/с          | 1.95             | 2.33             | 3.18             | 3.40             | 3.11             | 2.98             | 2.96             | 2.78             | 2.43             | 2.36             | 1.84             | 1.86             |                  |
| Середньомісячна сонячна радіація, кДж/м²·день | 8890             | 11664            | 14315            | 17907            | 21831            | 25785            | 25277            | 23128            | 19808            | 14520            | 10693            | 8427             |                  |
| --------------------------------------------- | ---------------- | ---------------- | ---------------- | ---------------- | ---------------- | ---------------- | ---------------- | ---------------- | ---------------- | ---------------- | ---------------- | ---------------- | ---------------- |
| Джерело:                                      |                  |                  |                  |                  |                  |                  |                  |                  |                  |                  |                  |                  |                  |